# تپه گنبد اونیل
تپه گنبد اونیل مربوط به سده‌های میانه دوران‌های تاریخی پس از اسلام است و در شهرستان خرم بید، بخش مشهد مرغاب، دهستان شهید آباد، ۱۰۰ متری شمال روستای خیرآباد واقع شده و این اثر در تاریخ ۷ اسفند ۱۳۸۶ با شمارهٔ ثبت ۲۱۴۴۴ به‌عنوان یکی از آثار ملی ایران به ثبت رسیده است.